# Telukwetan
Telukwetan is een bestuurslaag in het regentschap Jepara van de provincie Midden-Java, Indonesië. Telukwetan telt 9596 inwoners (volkstelling 2010).